# Edling (Adelsgeschlecht)

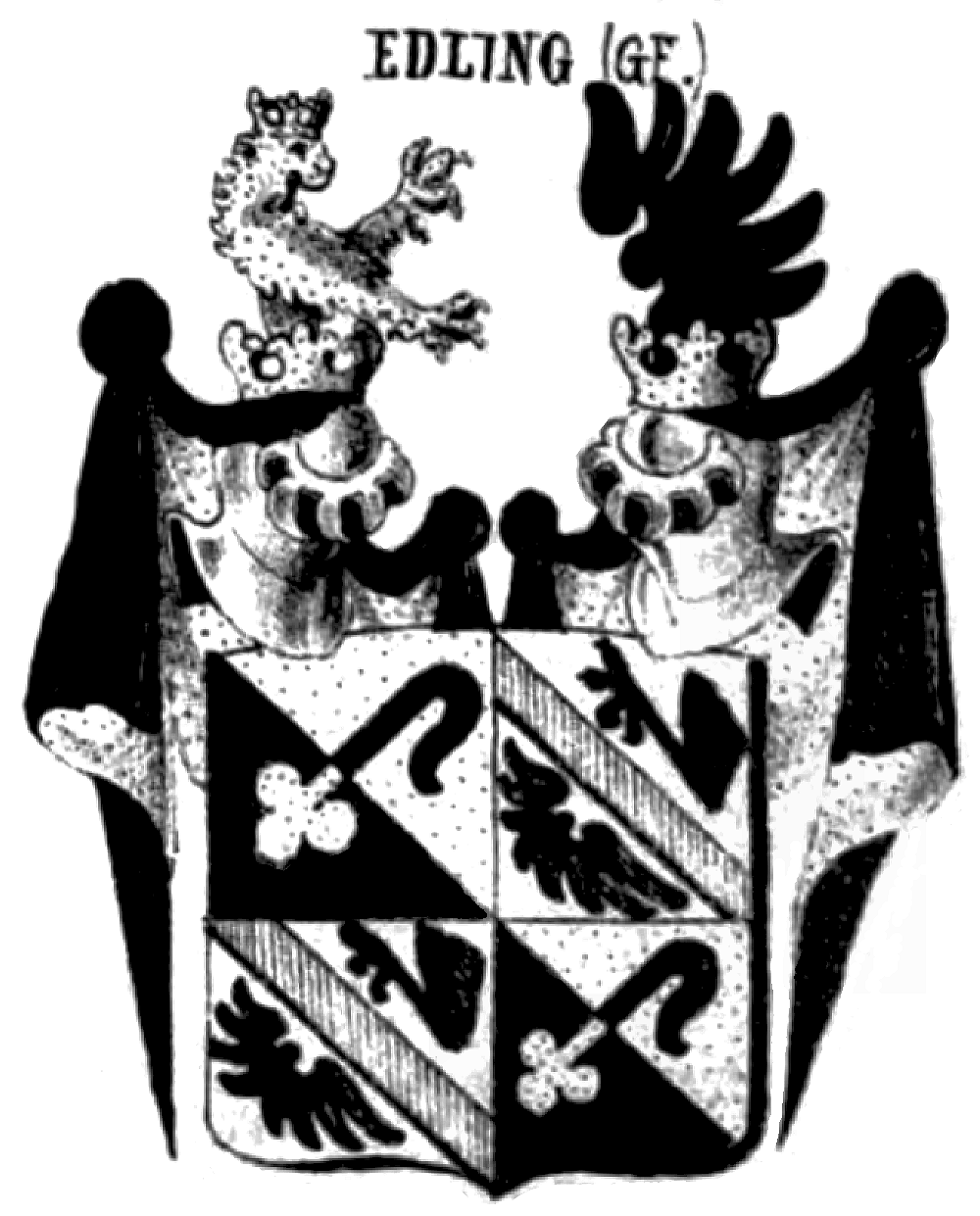
Wappen der Grafen von Edling bei Siebmacher

Die Grafen, Freiherren und Edlen Herren von Edling, vollständig Edling von Laussenbach, waren ein österreichisch-slowenisches Adelsgeschlecht in der Grafschaft Görz, die heute teils zu Italien, teils zu Slowenien gehört. Der Stammsitz war Haidenschaft/Ajdovščina. Es ist zu unterscheiden von dem pommerschen erloschenen Adelsgeschlecht Edeling, das bisweilen auch Edling geschrieben wurde.

## Geschichte
Die Familie stammte aus Schwaben, ließ sich aber schon sehr früh in Görz nieder. Guido von Edling erhielt hier am 20. Februar 1501 die Landstandschaft. Zeitgleich bestätigte Kaiser Maximilian I. den alten Adel der Familie und das Wappen.
1565 erscheint ein Johann Jacob von Edling in Görz, und 1567 Georg von Edling als landesfürstlicher Kommissar zur Erteilung der Investituren. Johann Jacob von Edling war 1585 Bewerber um das Amt des Landesverwesers und erscheint 1618 beim Abschluss des Friedens mit Venedig als landesfürstlicher Kommissar zur Ausführung der Friedensbedingungen. Im 17. Jahrhundert erlangte die Familie den erbländischen Freiherrnstand.
Die Familie hatte drei Zweige, wovon die beiden auf Haidenschaft/Ajdovščina und auf Ungersbach/Vogrsko 1697 von Kaiser Leopold in den Reichsgrafenstand erhoben wurden. Der dritte Zweig führte den Beinamen der Freiherren von Salcano (Solkan, Nova Gorica).
Bei der Huldigung des Kaisers Karl VI. 1728 erscheint Jacob Graf von Edling als Vertreter des Landmarschalls. Graf Philipp von Edling war 1763 kaiserlicher Oberst und Dienstkämmerer bei Erzherzog Ferdinand.
Als bedeutendes Mitglied der Familie gilt Graf Rudolph Joseph von Edling, der zweite Fürsterzbischof von Görz. 1774 zum Erzbischof ernannt, weigerte von Görz sich, das von Kaiser Joseph II. erlassene Toleranzpatent in seinem Erzbistum zu verkünden. Er wurde daraufhin 1782 nach Wien einbestellt. 1783 wurde die Diözese aufgehoben. Edling erhielt eine Pension und ging nach Rom, wo ihn Papst Pius VI. zum Päpstlichen Thronassistenten ernannte. 1787 zog er nach Lodi, wo er 1803 starb.
Ein weiteres bedeutendes Mitglied der Familie war Albert Cajetan Graf Edling (1772–1841), Oberhofmarschall am Hof von Sachsen-Weimar-Eisenach, 1815 bis 1819 Staatsminister und zeitweilig Nachfolger von Johann Wolfgang von Goethe als Intendant des Hoftheaters.
Der Zweig Ungersbach starb mit Philipp Graf Edling (* 1734; † 13. September 1817) aus, der in Wien lebte. 1870 wird das Geschlecht insgesamt als erloschen geführt.

## Wappen
Der gevierte Schild zeigt im ersten und vierten von Gold und Schwarz schrägrechts in der Mitte geteiltem Feld einen schräglinks gelegten, schwarzen Haken mit einem kleeblattförmigen goldenen Griff, also von gewechselten Farben (oben in Gold ein auf die Teilunglinie schräglinks gestellter Haken, unten in schwarz eine an die Teilungslinie angeschlossene halbe goldene Rose); im zweiten und dritten Feld in Silber ein schrägrechter, roter Balken, oben von einer schwarzen Adlerklaue und unten von einem offenen, schwarzen Flug begleitet.

## Namensträger
- Rudolf Joseph von Edling (1723–1804), Fürsterzbischof von Görz von 1774 bis 1784[4]
- Philipp von Edling (1734–1817), Offizier, Obersthofmeister, seit 1810 Ehrenbürger der Stadt Wien
- Wenzeslaus von Edling (1736–1801), infulierter Domherr zu Wien und Görz, Apostolischer Protonotar
- Anselm von Edling (1741–1794), österreichischer Benediktiner, Abt, Historiker, Schriftsteller und Dichter der josephinischen Aufklärung
- Johann Nepomuk von Edling (1747–1793), österreichischer Kämmerer, Administrator von Lack
- Johann Baptist Aloysius von Edling (1753–1830), Domherr zu Lübeck
- Albert Cajetan von Edling (1772–1841), Wirklicher Geheimer Rat, Staatsminister und Oberhofmarschall in Sachsen-Weimar-Eisenach[5]